# 小林勝馬
小林 勝馬（こばやし かつま、1906年（明治39年）11月16日 - 1987年（昭和62年）12月23日）は、日本の政治家、実業家、鍼灸師。参議院議員（1期）。

## 来歴
佐賀県佐賀郡鍋島村（現佐賀市）で小林鹿三郎の四男として生まれた。1927年 （昭和2年）鍼灸術営業免許所得。熊本逓信講習所を卒業し、さらに1928年（昭和3年）無線電信講習所を卒業した。
1922年（大正11年）通信事務員となり、以後、警視庁技手、国際汽船事務長、無線電信技士、山王工業社長、日本光学兵器社長、自家用自動車組合理事、官立無線同窓会会長などを務めた。
1946年（昭和21年）東京都鍼灸按マッサージ師会理事長及び日本鍼灸按マッサージ師会副会長、全国鍼灸按マッサージ医法制定実行委員会書記長に就任。
1947年（昭和22年）4月、 第1回参議院議員通常選挙で全国区から出馬して当選（補欠、任期3年）。1950年（昭和25年）5月2日、任期（半期）満了。
1987年、食道静脈瘤破裂により死去。

## 栄典
- 1977年 - 勲四等旭日小綬章受章[1]。
- 1987年 - 従五位[6]。

## 国政選挙歴
- 第1回参議院議員通常選挙（全国区、1947年4月20日、日本民主党）補欠当選（半期）[4]
- 第2回参議院議員通常選挙（全国区、1950年6月4日、国民民主党）落選[7]
- 第3回参議院議員通常選挙（全国区、1953年4月24日、改進党）落選[8]